# Frederico V de Baden-Durlach
Frederico V de Baden-Durlach (em alemão:  Friedrich von Baden-Durlach; Sulzburg, 6 de julho de 1594 – Durlach, 8 de setembro de 1659) foi um nobre alemão, pertencente à Casa de Zähringen. Foi Marquês de Baden-Durlach de 1622 até à sua morte.

## Biografia
Frederico V era o filho mais velho e hrdeiro do Marquês Jorge Frederico de Baden-Durlach e de Juliana Úrsula de Salm-Neufville. Foi criado em Sulzburg e, em 1613 e 1614, Frederico, na altura ainda Príncipe herdeiro, fez um Grand Tour pela França, Grã-Bretanha e Países Baixos.
Em 1622, o Conselho Áulico decidiu devolver a Marca de Baden-Baden (ocupada pela sua família) ao seu primo católico Guilherme de Baden-Baden. Desapontado, mas não querendo enfrentar o imperados, o Marquês Jorge Frederico abdicou a 22 de abril de 1622 a favor do filho, Frederico V, que governou o estado até à sua morte em 1659.
A sua derrota na Batalha de Wimpfen, imposta pelos exércitos católicos comandados pelo conde de Tilly foi terrível; a cidade de Durlach e outras localidades foram incendiadas, saqueadas e repetidamente pilhadas. Frederico V só recebeu a sua investidura imperial em 1627 e o início do seu reinado ocorreu em condições desastrosas. Em 1648, deflagrou uma epidemia de peste em Durlach que dizimou a população e, o Protestante Frederico V acabou deposto pelo imperador Fernando II durante a Guerra dos Trinta anos. Fernando II atribuiu Baden-Durlach ao primo católico de Baden-Baden e Frederico V só recuperou os seus estados com o fim da guerra.
Frederico V é conhecido pela sucessão dos seus 5 casamentos. O primeiro matrimónio, foi com uma princesa luterana pertence à Casa de Vurtemberga, vizinhos de leste, com quem era importante estabelecer uma aliança. Mas após nove anos de casamento, Bárbara de Württenberg viria a falecer com 33 anos de idade. Apesar do casamento lhe ter dado descendência, Frederico voltaria a casar sem respeitar o tradicional ano de luto. Os casamentos seguintes sucederam-se mas Frederico V só teve descendência dos dois primeiros.
Em 1632 o Príncipe Luís I de Anhalt-Köthen covidou Frederico V para membro da sua Sociedade Frutífera (em alemão:  Die Fruchtbringende Gesellschaft). Esta sociedade literária deu a Frederico a alcunha de der Verwandte ("o Parente") e como divisa a uva, sendo o seu emblema a uva do tipo jacinto (Hyacinthus botryoides).  No livro da sociedade, em Köthen, Frederico pode ser encontrado como o membro número 207.
Para escapar ao Édito da Restituição, Frederico V aliou-se ao rei Gustavo II Adolfo da Suécia, renovando a sua aliança com a Suécia e com a França em 1635 após a Batalha de Nördlingen (1634).
Nas negociações de paz em Monastério (Münster) que viriam a dar origem à Paz da Vestfália, Frederico foi representado pelo seu conselheiro, o Amtamnn  Johann Georg von Merckelbach, um oficial de Badenweiler. Baden-Durlach foi formalmente devolvido a Frederico V, enquanto os primos católicos mantinham a independência do Alto-Baden.
Frederico V regressou a Durlach em 1650 e entregou-se aos seus estudos. Em 1654, promulgou um novo Código Civil, que o seu pai elaborara em 1622.
Frederico V faleceu a 8 de setembro de 1659 com 65 anos de idade no Castelo de Karlsburg, em Durlach.

## Casamentos e descendendência

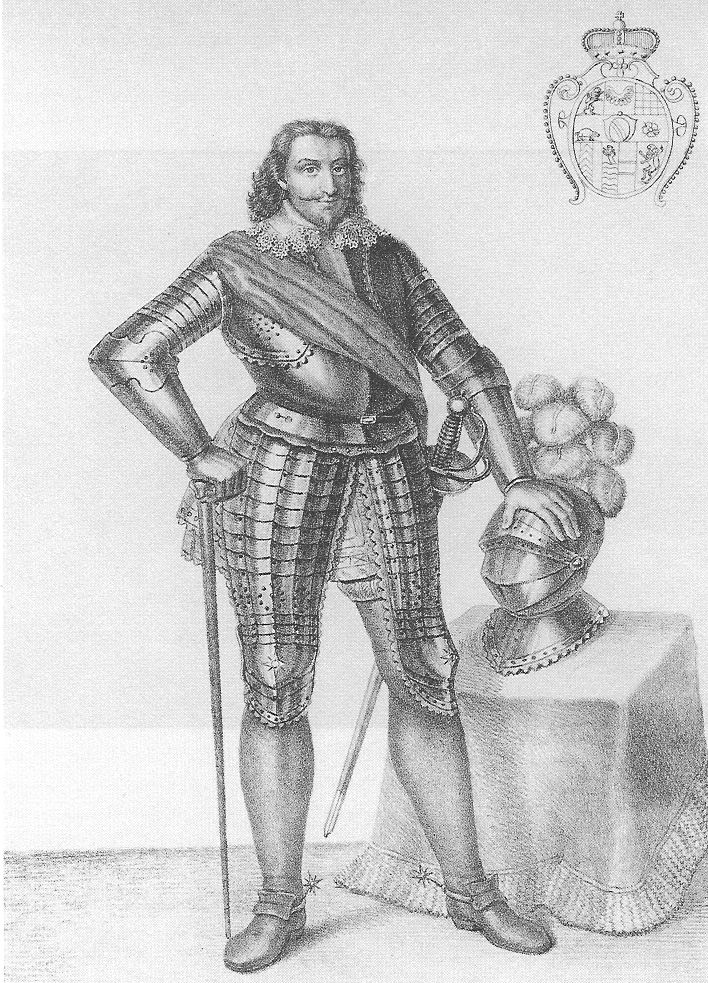
Frederico V de Baden-Durlach

A 21 de dezembro de 1616 Frederico V casou com Bárbara de Württemberg (1593-1627), filha do Duque Frederico I de Württemberg. Deste casamento teve a seguinte descendência:
- Frederico VI (Friedrich VI.) (1617-1677), que sucedeu ao pai como Marquês de Baden-Durlach;
- Sibila (Sibylle) (1618-1623);
- Carlos Magnus (Karl Magnus) (1621-1658)
- Bárbara (Barbara) (1622-1639)
- Joana (Johanna) (1623-1661), que casou em primeiras núpcias, em 1640, com o Johan Banér, comandante em chefe do exército sueco; e em segundas núpcias, em 1648m com o Conde Heinrich von Thurn;
- Frederica (Friederike) (1625-1645);
- Cristina (Christine) (1626-1627).

A 8 de outubro de 1627, Frederico V casou com a sua segunda mulher Leonor de Solms-Laubach (1605-1633), filha do Conde Alberto Otão I de Solms-Laubach. Deste casamento teve a seguinte descendência:
- Ana Filipina (Anna Philippine) (1629-1629);
- Leonor (Eleanore) (morta a 15 novembro de 1630);
- Bernardo Gustavo (Bernhard Gustav) (1631-1677), convertido ao Catolicismo em 1665, tornando-se Príncipe-bispo da Abadia de Kempten (1668), Príncipe Anade de Fulda (1671) e Cardeal (1672).

A 21 de janeiro de 1634, Frederico V casou pela Terceira vez com Maria Isabel de Waldeck-Eisenberg (1608-1643), filha do Conde Wolrad IV de Waldeck-Eisenberg. Este casamento não teve descendência.
A 13 de fevereiro de 1644, Frederico V casou pela quarta vez com Ana Maria de Hohen-Geroldseck (1593-1649), viúva do Conde Frederico de Solms-Laubach e filha de Jacob de Hohen-Geroldseck. Este casamento também não teve descendência.
Por fim, a 20 de maio de 1650 Frederico V casou pela quinta vez com Isabel Eusébia de Fürstenberg (+8 de junho de 1676), filha do conde Cristóvão II de Fürstenberg. Este casamento também não teve descendência.